# Die Legende von Paul und Paula
Die Legende von Paul und Paula ist einer der erfolgreichsten in der DDR gedrehten Spielfilme. Er entstand im DEFA-Studio für Spielfilme, Herstellungsgruppe Berlin, dem heutigen Studio Babelsberg. Die Regie führte Heiner Carow nach dem Drehbuch von Ulrich Plenzdorf (zugleich DEFA-Dramaturg).
Premiere war am 29. März 1973 im Kino Kosmos in Ost-Berlin; einen Tag später lief der Film in den Kinos der DDR an.

## Handlung
Paul und Paula, die in demselben Viertel in Ost-Berlin wohnen, einander aber nicht kennen, besuchen eines Tages dieselbe Kirmes. Paula, die alleinerziehende Mutter einer Tochter, verguckt sich in den draufgängerischen Karussellbetreiber Colli und verbringt die Nacht mit ihm. Der Student Paul trifft auf Ines, die schöne Tochter eines Schießbudenbesitzers, und kommt mit ihr zusammen. Die Monate und schließlich Jahre ziehen dahin. Paula bekommt mit Colli ein Kind, wirft ihn aber aus ihrer Wohnung, nachdem er sich mit einer anderen Frau vergnügt hatte. Während Paula mühsam als Kassiererin über die Runden kommt, hat Paul nach dem Ende seines Studiums eine aussichtsreiche Arbeitsstelle erhalten. Er hat Ines geheiratet und mit ihr ein Kind, doch die Ehe verläuft unglücklich, da beide überhaupt nicht auf einer Wellenlänge liegen und sie ihm untreu geworden ist.
Um ihren Kindern finanzielle Sicherheit zu bieten, überlegt Paula, den schon etwas älteren Reifenhändler „Reifen-Saft“ zu heiraten, der ihr schon länger den Hof macht. Vorher will sie sich aber noch einmal vergnügen. In einer Kellerbar trifft sie auf Paul, der sich aus Frustration über seine Ehe ins Nachtleben gestürzt hat, und es entwickelt sich eine Leidenschaft. Während Paula sich fortan im siebten Himmel wähnt, bleibt Paul stets etwas distanziert, will den Schein seiner Ehe wahren und so seine Karriere schützen. Er kann die schönen Momente zwar genießen, aber die Affäre und ihre möglichen Folgen beunruhigen ihn.
Erst als Paula ihren Sohn durch einen Verkehrsunfall verliert und sich daraufhin aufgrund von Schuldkomplexen von Paul distanziert, spürt er die Tiefe seiner Liebe zu ihr und kämpft um sie. Diese trifft sich wieder mit Reifen-Saft, doch Paul bleibt hartnäckig. Da er seine Arbeitsstelle vernachlässigt, wird er von Kollegen zur Rede gestellt. Daraufhin versucht er, seine Ehe mit Ines nochmal zu retten, erkennt aber schnell die Zwecklosigkeit dieses Schrittes. Mit einer Axt haut er Paulas Wohnungstür ein und bringt sie dazu, sich ihm endlich wieder anzunähern. Die beiden werden zum Paar. Kurz darauf wird Paula erneut schwanger. Ihr Arzt ist davon überzeugt, dass Paula aus gesundheitlichen Gründen die Geburt eines dritten Kindes nicht überleben wird. Paula entscheidet sich allerdings für das Kind und stirbt bei der Geburt. Fortan kümmert sich Paul allein um seine und ihre Kinder.

## Hintergrund
Die Verfilmung von Heiner Carow war mit etwa drei Millionen Zuschauern ein Kassenschlager. Dabei drohte ursprünglich ein Aufführungsverbot, bis Erich Honecker die Freigabe erteilte, da er in Paul und Paula einen Film speziell für junge Menschen sah. Die Hauptdarsteller Angelica Domröse (Paula) und Winfried Glatzeder (Paul) verkörpern den romantischen Versuch, persönliches Glück im Leben durch die Hingabe zur Liebe und die Aufgabe von missglückten Versuchen zu finden, um doch daran zu scheitern. Dies ließ metaphorische Bezüge zu, die anfangs kritisiert wurden.
Der offizielle Filmstart in den DDR-Kinos war am 30. März 1973. Einen Tag zuvor hatte die öffentliche Uraufführung im 1.200 Plätze fassenden Lichtspieltheater Kosmos stattgefunden. Da sich Erich Honecker einen liberalen Anstrich geben und missliebige Filme nicht einfach verbieten wollte, schickte er 800 linientreue Parteikader zur Premiere, um „schlechte Stimmung zu verbreiten“. Der Regisseur erinnerte sich später an diesen nervenaufreibenden Abend:

„Von diesen 1.200 Plätzen waren 800 bestellte Leute aus Ministerien und so, und 400 Karten frei verkauft. Während der Film lief, war Eis. Wir dachten, das geht alles schief. Keiner rührte eine Hand, keiner regte sich. Und als der Film durch war, gab es 20 Minuten Beifall, aber nur von den 400 Leuten, die sich die Karten gekauft hat, und die anderen rührten sich nicht.“

Damit war der von oben verordnete Verriss gescheitert und der Film wurde mit mehreren Millionen Zuschauern zum populärsten der gesamten DDR-Ära. Der Regisseur erklärte den Erfolg seines Werkes damit, dass

„der Film natürlich erstmalig keine Heldin hatte, die sozusagen ihr Glück in der sozialistischen Arbeit sah, sondern sich frei dazu bekennt zur Liebe, und dass […] eben der DDR-Alltag erzählt wurde, wie er wirklich war.“

Zu Beginn des Films wird dieser der Regisseurin Ingrid Reschke gewidmet. Sie war anfänglich an den Arbeiten zum Drehbuch beteiligt.
Der Film verhalf auch den Puhdys zum endgültigen Durchbruch. Der Komponist Peter Gotthardt hatte die Band für die Interpretation der Filmmusik gewonnen. Die von Gotthardt komponierten Filmsongs Geh zu ihr und Wenn ein Mensch lebt gehörten neben Türen öffnen sich zur Stadt (1971) und Geh dem Wind nicht aus dem Wege (1972) zu den ersten Hits der Band. Die Texte schrieb Ulrich Plenzdorf unter Verwendung von Versen aus dem Alten Testament, speziell aus den Büchern Hohes Lied und Prediger (Kohelet). Bei beiden Liedern wurden Ähnlichkeiten mit englischsprachigen Hits festgestellt, hier Look Wot You Dun von Slade und Spicks and Specks der Bee Gees.
Im Beiheft einer nach der Wende erschienenen CD mit der Filmmusik schrieb Gotthardt, es habe ein reales Vorbild für Paul gegeben: den jungen persönlichen Referenten eines SED-Funktionärs, der „beim mysteriösen Attentat auf Werner Lamberz“ im März 1978 ums Leben kam.
Am Erfolg der Legende von Paul und Paula hat der Szenenbildner Harry Leupold wesentlichen Anteil. So erzeugte er eine poetische Stimmung, die gleichermaßen von Realität und Fiktion durchdrungen zu sein scheint. Beispiele dafür sind der Einsatz eines halbierten Ehebettes in Paulas Schlafzimmer und die Fahrt auf dem bemalten Spreekahn in der Rummelsburger Bucht.
Die Bühnenfassung von Paul und Paula wurde 1979 vor der Premiere abgesetzt.
Auf der Grundlage des erfolgreichen Drehbuches veröffentlichte Plenzdorf 1979 den Roman Die Legende vom Glück ohne Ende, der neben dem Inhalt des Films eine Fortsetzung des Stoffes beinhaltet: Nach Paulas Tod trifft Paul Laura, die Paula zum Verwechseln ähnlich sieht. Sie hilft ihm, seine Depression zu überwinden, aber glücklich werden die beiden nicht.
Ludger Vollmer komponierte die Oper Paul und Paula oder die Legende vom Glück ohne Ende nach der Buchvorlage. Sie endet nicht mit dem Tode Paulas, sondern nimmt auch Bezug auf den zweiten Teil des Buches. Die Uraufführung des Werkes fand 2004 am Theater Nordhausen statt. In den Titelpartien waren Bariton Thomas Kohl als Paul und Mezzosopranistin Anja Daniela Wagner als Paula/Laura zu sehen.
Innerhalb der Retrospektive Rebel with a Cause: The Cinema of East Germany im Museum of Modern Art wurde 2005 Die Legende von Paul und Paula in New York gezeigt.
Im Fernsehen der DDR wurde der Film erstmals am 11. Oktober 1975 gezeigt, im Fernsehen der Bundesrepublik Deutschland war er erstmals am 7. November 1975 ab 20.15 Uhr in der ARD zu sehen.
Angela Merkel bezeichnete Die Legende von Paul und Paula als ihren Lieblingsfilm.

## Sonstiges

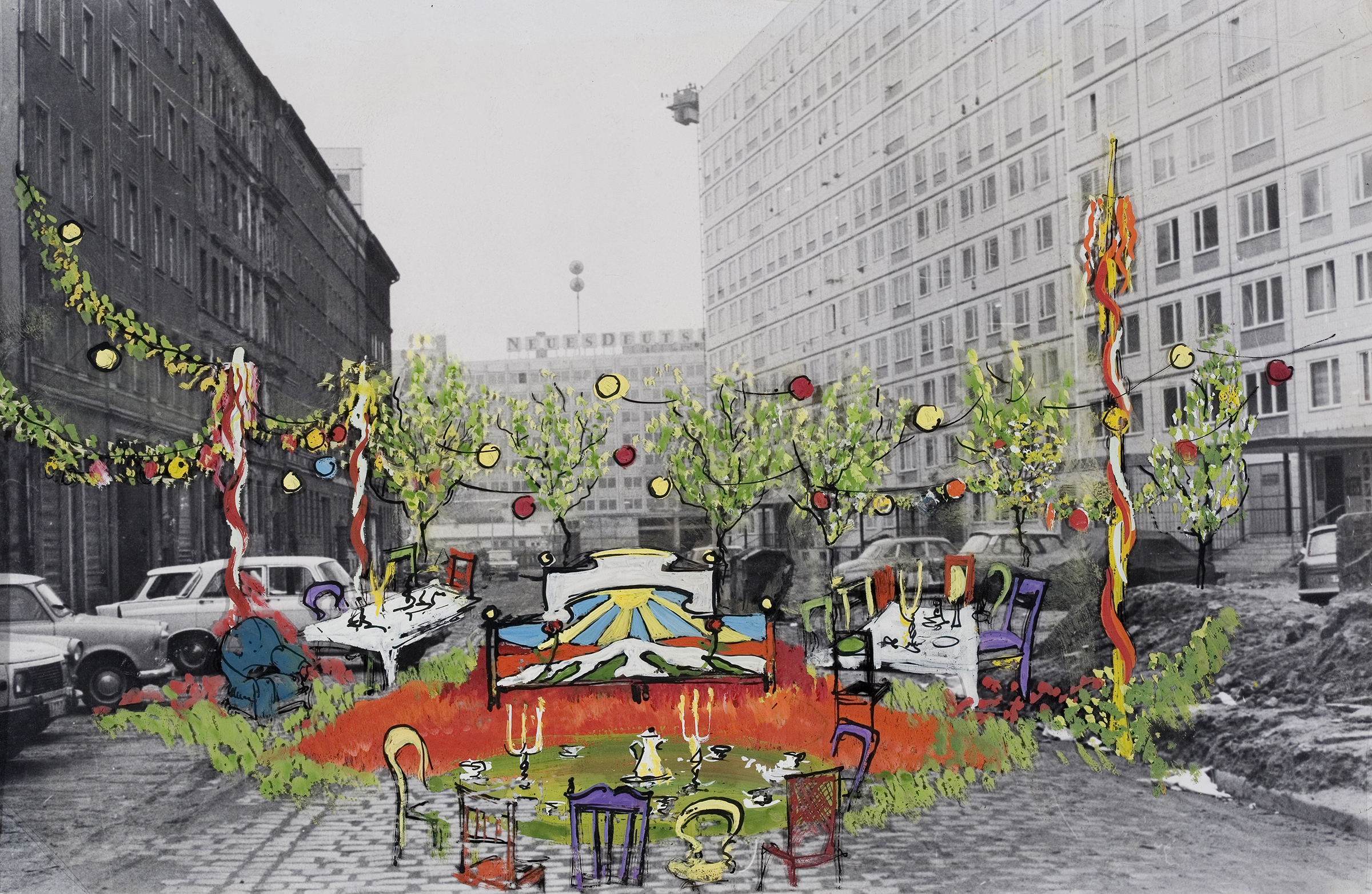
Entwurf für Szenenbild in der Singerstraße (wurde jedoch nicht verwirklicht)

An der Wand von Paulas Schlafzimmer hängt ein Druck des Gemäldes Kind mit Taube (1901) von Pablo Picasso.
Der Film wurde zum großen Teil in der Singerstraße in Berlin-Friedrichshain gedreht. Zur Zeit der Entstehung des Films war das östliche Ende der Straße eine große Baustelle mit vielen entstehenden Plattenbauten. Der Film zeigt dabei die Ausmaße des Stadtumbaus, für den ganze Straßenzüge nach und nach weggesprengt wurden.
In einer Szene des Films nimmt Paul Paula mit auf ein klassisches Open-Air-Konzert. Dort wird Beethovens Violinkonzert gegeben. Der Solist ist György Garay.

## Paul-und-Paula-Kult

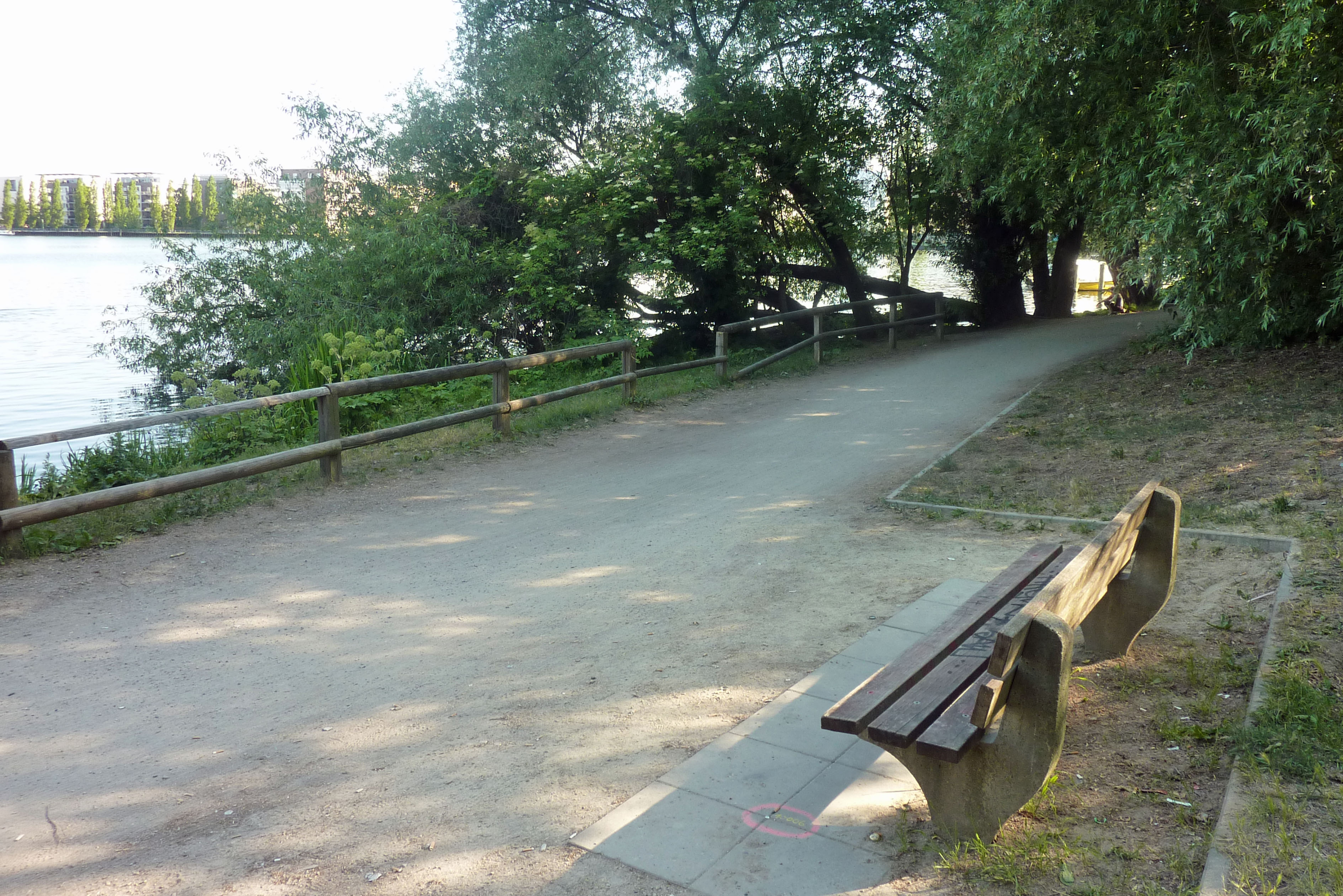
Das Paul-und-Paula-Ufer mit Bank 2011, vor der Neugestaltung

Nachdem die beiden Hauptdarsteller Anfang der 1980er Jahre in den Westen gegangen waren, wurde der Film im DDR-Fernsehen nicht mehr gezeigt. Es war üblich, prominente Republikflüchtige auf diese Weise aus dem öffentlichen Bewusstsein zu verbannen. Gelegentlich war der Film aber noch in Programmkinos zu sehen. 1993, zum 20. Jahrestag, wurde Die Legende von Paul und Paula in Anwesenheit von Hauptdarstellern und Puhdys erstmals nach dem Ende der DDR auf diesem Gebiet einmal aufgeführt und kam anschließend erneut in die Kinos. In Ostdeutschland lief der Film sehr erfolgreich und wurde zum Kultfilm. Paul und Paula war auch der Startschuss zur ersten Ostalgie-Welle in den 1990er Jahren.
Ein Abschnitt des Uferwegs am Rummelsburger See – dort wurde die Szene mit dem Frachtkahn gedreht – trägt seit 1998 den Namen Paul-und-Paula-Ufer. Für Verliebte stand dort bis 2012 eine Paul-und-Paula-Bank, bevor das Ufer mit Stahlspundwänden befestigt und der Weg breitflächig asphaltiert wurde.
Im 1998 gedrehten Film Sonnenallee von Leander Haußmann steht auf einem Klingelschild Paul und Paula. Micha, die Hauptfigur von Sonnenallee, trifft auf der Treppe Winfried Glatzeder, der in der Wohnung verschwindet.
Das im Herbst 2008 erschienene Album Die Suche geht weiter des Berliner Duos Rosenstolz beginnt mit dem Titel Ich bin mein Haus, dessen Intro der Legende von Paul und Paula entnommen wurde.
Ab 2010 gab es einen Filmpreis namens Paula, der vom Progress Film-Verleih vergeben wurde.

## Kritiken
„Eben diese Bedingungslosigkeit der Gefühle macht, zusammen mit einer gleichermaßen realistisch-drastischen wie phantasievollen Beschreibung der Wirklichkeit, das Besondere an diesem Film aus. ... Er scheut sich auch nicht vor dem Abrutschen in den Kitsch; aber er besitzt eine dramatische Kraft, die den übrigen ‚Alltagsfilmen‘ der DEFA total ermangelt.“

„Ein erfrischend unterhaltsamer und offener Film, der Traum und Wirklichkeit, Poesie und banale Alltagsrealität mischt und mit Spaß, Ironie und Ernst künstlerisch entfaltet. Der schauspielerisch beachtliche Film macht durch seine grotesken Übersteigerungen deutlich, dass den Menschen auch in der realsozialistischen Gesellschaft das Glück nicht von vornherein in die Wiege gelegt wird. Sowohl das emotionale als auch das kritische Potential des Films, nicht zuletzt sein Plädoyer für Individualität und die Kraft der Träume, sorgten in der DDR für einen anhaltenden Publikumserfolg.“

„Der Film ist lausig; traurig als Symptom einer Frustration, deren Wunschtraum noch Mief produziert.“